# Ukšići
Ukšići (en serbe cyrillique : Укшићи) est un village de Bosnie-Herzégovine. Il est situé sur le territoire de la ville de Trebinje et dans la république serbe de Bosnie. Selon les premiers résultats du recensement bosnien de 2013, il compte 130 habitants.

## Géographie
Le village est situé sur les bords de la rivière Londža.
Il est entouré par les localités suivantes :
| Turani  | Ugarci                   | Ugarci          |
| Grkavci | Ukšići                   | Čvarići Podvori |
|         | Grkavci Vrpolje Ljubomir |                 |

## Démographie

### Évolution historique de la population dans la localité
| 1948 | 1953 | 1961 | 1971 | 1981 | 1991 | 2013 |
| ---- | ---- | ---- | ---- | ---- | ---- | ---- |
| -    | -    | 130  | 101  | 76   | 67   | 130  |

|  |

### Répartition de la population par nationalités (1991)
En 1991, les 67 habitants du village étaient tous serbes.